# Семиланне
Семила́нне —  село в Україні, у Барвінківській міській громаді Ізюмського району Харківської області. Населення становить 41 осіб. До 2020 орган місцевого самоврядування — Іванівська сільська рада.

## Географія
Село Семиланне знаходиться за 8 км від села Іванівка. Примикає до села Червоне, за 1,5 км село Червона Поляна. В центрі села знаходиться балка Широка з пересихаючим струмком, який через 17 км впадає в річку Берека (в тому місці, де її русло використовується під Канал Дніпро — Донбас). На струмку зроблені загати.

## Історія
12 червня 2020 року, відповідно до Розпорядження Кабінету Міністрів України  № 725-р «Про визначення адміністративних центрів та затвердження територій територіальних громад Харківської області», увійшло до складу Барвінківської міської територіальної громади.
19 липня 2020 року, в результаті адміністративно-територіальної реформи та ліквідації Барвінківського району, село увійшло до складу Ізюмського району.

## Економіка
В селі є молочно-товарна ферма.